# Maurits Crucq
Maurits Crucq, född den 10 februari 1968 i Voorburg, Nederländerna, är en nederländsk landhockeyspelare.
Han tog OS-brons i herrarnas landhockeyturnering i samband med de olympiska landhockeytävlingarna 1988 i Seoul.
Därefter tog Crucq OS-guld i herrarnas landhockeyturnering i samband med de olympiska landhockeytävlingarna 1996 i Atlanta.